# Cerkveni očetje
Cerkveni očetje so krščanski avtorji prvih stoletij, ki so prve priče oblikovanja teologije. Njihov nauk temelji na Svetem pismu, ki ga razlagajo in oznanjajo v novih okoljih. Cerkveni očetje v pravem pomenu besede so le tisti, ki se odlikujejo s (1) pravovernostjo, (2) svetostjo življenja, (3) starodavnostjo in (4) priznanjem Cerkve. Te kriterije je postavil že Vincencij Lerinški v svojem delu Opomnik. Veda, ki se ukvarja z njihovim življenjem in deli, je patrologija, medtem ko se patristika bolj posveča njihovi misli in teologiji.
Štirje veliki zahodni očetje so: Avguštin, Sveti Ambrož, Hieronim in Gregorij Veliki.
Trije veliki vzhodni cerkveni očetje so: Bazilij Veliki, Janez Krizostom in Gregorij Nazianški, ki jim na Zahodu pridružimo kot četrtega še Atanazija.
Zadnji cerkveni oče na Zahodu je Izidor Seviljski († 636), na Vzhodu pa Janez Damaščan († 749)
Najobsežnejša zbirka njihovih del Patrologia Latina (PL) in Patrologia Graeca (PG) je izšla sredi 19. stoletja v Parizu pod vodstvom Jacquesa-Paula Migna in se po njem pogosto imenuje kar Migne. Sodobna kritična izdaja pa je še v teku v Turnhoutu pri založbi Brepols in nosi ime Corpus Christianorum. 
Nekateri cerkveni očetje so bili kasneje razglašeni kot cerkveni učitelji.